# Alma Børregaard Ravn
Alma Børregaard Ravn (* 2. Februar 2009) ist eine dänische Leichtathletin, die sich auf den Sprint spezialisiert hat.

## Sportliche Laufbahn
Erste internationale Erfahrungen sammelte Alma Børregaard Ravn beim Europäischen Olympischen Jugendfestival (EYOF) 2025 in Skopje, bei dem sie in 11,94 s den achten Platz im 100-Meter-Lauf belegte und in der ersten Runde über 200 Meter nicht ins Ziel kam. Anschließend wurde sie mit der dänischen 4-mal-100-Meter-Staffel bei den U20-Europameisterschaften in Tampere im Vorlauf disqualifiziert.
2025 wurde Børregaard Ravn dänische Hallenmeisterin im 60-Meter-Lauf sowie auch über 200 Meter.

## Persönliche Bestzeiten
- 100 Meter: 11,74 s (+0,6 m/s), 21. Juli 2025 in Skopje
  - 60 Meter (Halle): 7,39 s, 21. Februar 2025 in Odense (dänischer U20-Rekord)
- 200 Meter: 23,89 s (+1,0 m/s), 29. Juni 2025 in Göteborg (dänischer U18-Rekord)
  - 200 Meter (Halle): 24,31 s, 22. Februar 2025 in Odense (dänischer U20-Rekord)
- Weitsprung: 6,09 m, 2. März 2024 in Skive (dänischer U18-Rekord)